# Nukleáris lamina
A nukleáris lamina vagy lamina fibrosa a sejtmagváz (nukleoszkeleton) komponense. Elektronmikroszkópos képen 30-100 nm vastag elektrondenz rétegként látszik. Fontos szerepe van a mag és magpórusok szerkezetének kialakításában stabilitásának fenntartásában, valamint a kromatin állomány magon belül való szerveződésében is. A kromatin egy része ehhez a réteghez horgonyzódik ki és ez az ún. perinukleáris heterokromatin, amely az EM képeken szintén látható.
A nukleáris lamina mint a sejtmag vázának legjobban megfigyelhető része, a fibrilláris komponensek mellett számos külső és belső membránfehérjét, valamint olyan kisebb-nagyobb kihorgonyzott fehérjekomplexet is tartalmaz, amelyek a magban zajló folyamatok (pl. átírás, kromatin átrendeződés, mRNS érés) résztvevői. Alapvető szerkezetét a legősibb intermedier filamentum alkotó fehérjék, a laminok alkotják. Háromféle lamin fehérjét ismerünk, a lamin A, B, C fehérjéket. A lamin B egy membránkötő szekvenciát is tartalmaz, így a ez a molekula képes a membrán lamin B receptorához kötődni. A Lamin A és C pedig a lamin B molekulával, más fehérjékkel (emerin, LAP1 és LAP2 = Lmin Asszociált protein) és a kromatinnal létesít kapcsolatot.

## Alkotják
- laminok
- LAP-ok (lamin associated proteinek)

## Lásd még
- lamin
- sejtmag